# Imiquilda
Chimnechilde (lat. Chimnechildis), Himnechichilde, Emnechilde, Himnilde o Himnehilde fue una reina de Austrasia del siglo VII a raíz de su matrimonio con el rey Sigeberto III.

## Origen familiar
Los documentos contemporáneos no mencionan su origen familiar.
La crónica de Ebersheim, escrita en el siglo XII, precisa que la mujer del duque Eticho/Adalricus, Berswinda, era sobrina por parte de su madre de San Leodegario, obispo de Autun, y hermana de una reina de los francos. El matrimonio entre Adalricus y Berswinda podría haber tenido lugar durante la primera mitad del siglo VII, cuando la reina de los francos sólo podía ser Imiquilda o Batilda de Ascania. Esta última no podría tratarse de la mujer descrita anteriormente ya que era de origen humilde. De todos modos, esta crónica fue escrita demasiado tarde con respecto a los hechos que se relatan en ella y no suele ser tenida en cuenta por los historiadores.
Algunos parecidos onomásticos entre los Eticónidas, descendientes de Aldaricus y Berswinda, y entre los Hugobertiner, descendientes del senescal Hugobert, hacen que Christian Settipani crea en la fraternidad entre éste y Berswinda. Su padre sería, entonces, un mayordomo del palacio de Austrasia llamado Hugues. Sin embargo, también se considera que Hugobert podría tener otros padres, por lo que la relación no sería fraterna sino de primos, de modo que Hugues se trataría de un ancestro de Imiquilda.

## Biografía
Casada con Sigeberto III, da a luz a dos niños: el futuro rey Dagoberto II y la futura reina Blitilda, esposa de Childerico II y puede que de Childeberto el Adoptado. A la muerte de Sigeberto III, Childeberto asciende al trono, mientras que Dagoberto se exilia en Irlanda. Childeberto es asesinado durante una revuelta en el 662. Con el mayordomo de palacio Wulfoaldo, Imiquilda se opone a que un primo suyo, Teoderico III, se convierta en el rey de Austrasia, por lo que organiza el matrimonio de su hija con Childerico, sobrino de su marido, y lo coloca en el trono con apenas 8 años, bajo su tutela. Se desconoce la fecha de muerte de Imiquilda, pero Childerico II es asesinado en el 676 y los grandes del reino llaman a Dagoberto para que vuelva de su exilio y tome el trono.